# Comuna Gornja Rijeka, Koprivnica-Križevci
Gornja Rijeka este o comună în cantonul Koprivnica-Križevci, Croația, având o populație de 1.779 de locuitori (2011).

## Demografie
Componența etnică a comunei Gornja Rijeka
     Croați (99,66%)
     Necunoscut (0%)
     Neclasificat (0,28%)
Componența confesională a comunei Gornja Rijeka
     Catolici (98,99%)
     Necunoscută (0,17%)
     Alte religii (0,84%)
Conform recensământului din 2011, comuna Gornja Rijeka avea 1.779 de locuitori. Din punct de vedere etnic, majoritatea locuitorilor (99,66%) erau croați. Din punct de vedere confesional, majoritatea locuitorilor (98,99%) erau catolici. Pentru 0,17% din locuitori nu este cunoscută apartenența confesională.